# سنجدان
سنجران، روستایی از توابع بخش کاکاوند شهرستان دلفان در استان لرستان ایران است.

## شکل گیری
در سال ۱۳۷۵ پس از اختلاف ارضی اهالی روستای پایین دست چمن باوله با یکدیگر تعدادی از ساکنین به ناحیه کنونی مهاجرت کرده و اقدام به بنای این روستا کردند 
سنجران  در زبان محلی به مکان رویش درختان سنجد گفته می شود

## جمعیت
این روستا در دهستان کاکاوند شرقی قرار دارد و بر اساس سرشماری مرکز آمار ایران در سال ۱۳۸۵، جمعیت آن ۷۲ نفر (۱۳خانوار) بوده‌است.